# Bilciînka, Izeaslav
Bilciînka (în ucraineană Більчинка) este un sat în comuna Mîsleatîn din raionul Izeaslav, regiunea Hmelnîțkîi, Ucraina.

## Demografie
Componența lingvistică a localității Bilciînka
     Ucraineană (100%)
Conform recensământului din 2001, toată populația localității Bilciînka era vorbitoare de ucraineană (100%).